# 1974年马来西亚大选
1974年马来西亚大选是于1974年8月24日至9月14日之间举行的马来西亚国会下议院第4届选举。此次共有154个国会议会席位和12个州共360个州议会席位（不包括沙巴）同步进行选举。此次选举中国民阵线继续获得联邦政府和12个州的执政权。这也是联盟的扩大版－国阵于1973年成立后的第一次选举，而当时还包括长期控制吉兰丹州的回教党。本届投票率为75.1%，国阵也在47个国会议席共1,060,871名不战而胜，而砂国民党也成为最大在野党，党魁黄金明也在之后在内安法令下逮捕，由他人代替。根据《马来西亚联邦宪法》，马来西亚需要每隔5年举行一次选举，除非首相向最高元首提出提早解散国会，抑或是对首相的不信任动议通过。

## 选举结果

### 下议院
在联邦层级，由时任首相阿都拉萨·胡先领导的国阵赢得了154个国会议席中的132个，得以组成联邦政府。

### 州议会
在州议会层级，国阵赢得了12个州政权。